# The Best of Kiss, Volume 3: The Millennium Collection
The Very Best of KISS – album kompilacyjny amerykańskiej grupy rockowej KISS. Został wydany w październiku 2005 roku.

## Utwory
1. „God Gave Rock and Roll to You II”
  - z albumu Revenge and the Bill & Ted's Bogus Journey Motion Picture Soundtrack
2. „Unholy”
  - z albumu Revenge
3. „Domino" (live)
  - z albumu Alive III
4. „Hate”
  - z albumu Carnival of Souls: The Final Sessions
5. „Childhood’s End”
  - z albumu Carnival of Souls: The Final Sessions
6. „I Will Be There”
  - z albumu Carnival of Souls: The Final Sessions
7. „Comin' Home" (live acoustic)
  - z albumu Kiss Unplugged
8. „Got to Choose" (live acoustic)
  - z albumu Kiss Unplugged
9. „Psycho Circus”
  - z albumu Psycho Circus
10. „Into the Void”
  - z albumu Psycho Circus
11. „I Pledge Allegiance To The State Of Rock And Roll”
  - z albumu Psycho Circus
12. „Nothing Can Keep Me From You”
  - z albumu the Detroit Rock City Motion Picture Soundtrack

## Informacje
- Paul Stanley – wokal, gitara prowadząca i gitara rytmiczna, wokal wspierający
- Gene Simmons – bas, wokal, wokal wspierający
- Bruce Kulick – gitara prowadząca i gitara rytmiczna
- Eric Carr – perkusja, wokal wspierający, wokal
- Eric Singer – perkusja, wokal wspierający, wokal